# النا بنیتز
النا بنیتز (متولد ۲۶ اکتبر ۱۹۶۶) یک تکواندوکار اسپانیایی است و در مالاگا به دنیا آمد. او در المپیک تابستانی۲۰۰۰ در سیدنی به رقابت پرداخت. در مسابقات قهرمانی تکواندو جهان ۱۹۹۹ با شکست دادن میرجام موسکنس در فینال، مدال طلا را در کلاس سبک‌وزن کسب کرد. 
در مسابقات قهرمانی تکواندو اروپا، بنیتز دو بار در سال های ۱۹۸۶ و ۱۹۹۰ مدال برنز بدست آورد، یک بار در سال ۱۹۹۴ مدال نقره را از آن خود کرد، در سالهای ۱۹۹۶ و ۱۹۹۸ برنده مدال طلا و در سال ۲۰۰۰ صاحب مدال نقره شد. 